# Schiepersberg

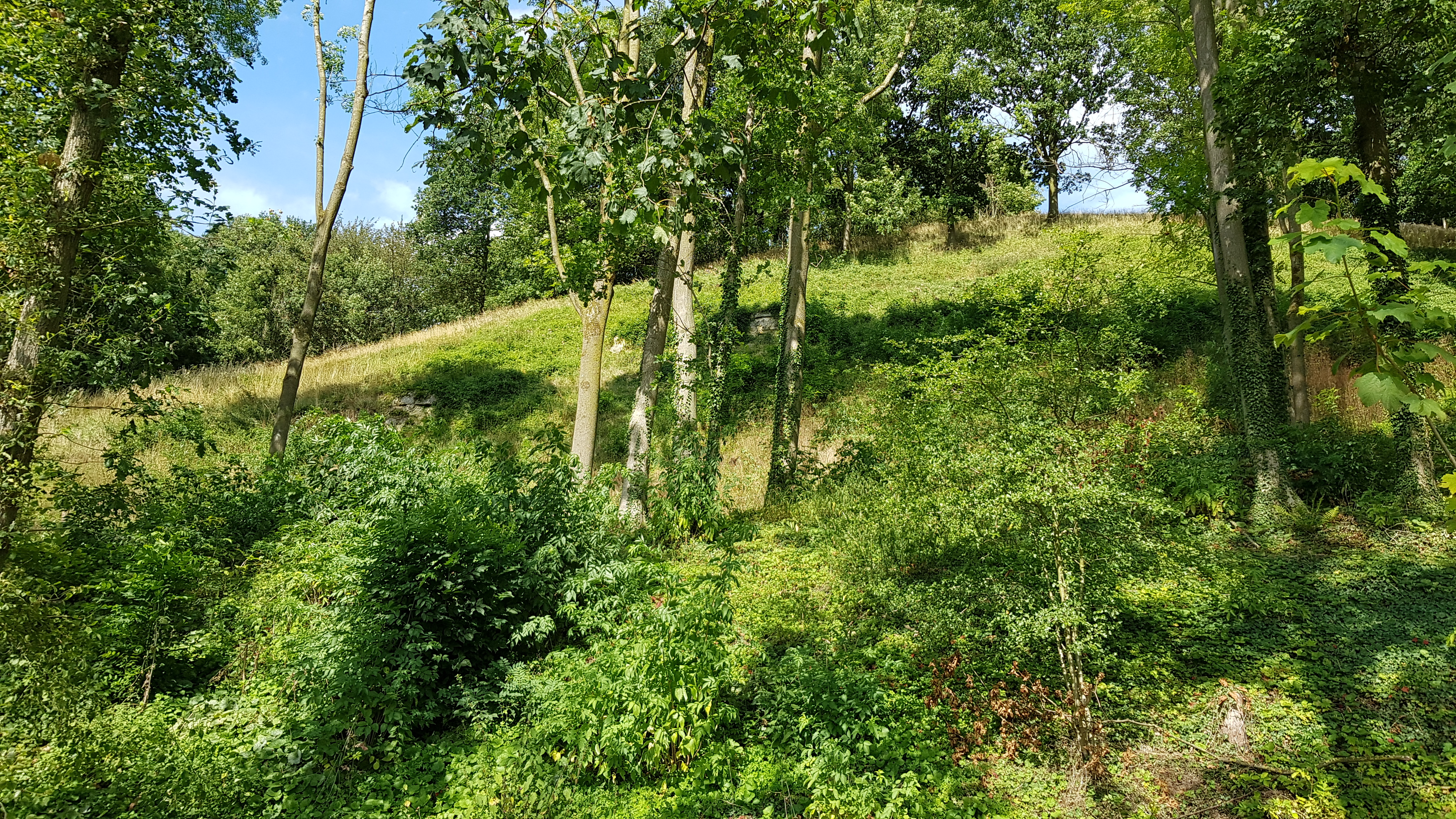
Zuidzijde Schiepersberg

De Schiepersberg is een kaap van 144 meter hoog ten oosten van Cadier en Keer in Nederlands Zuid-Limburg. De heuvel is onderdeel van het Plateau van Margraten en wordt hier ter plaatse door een in het plateau insnijdend droogdal, de Sibbersloot.
Ten zuidwesten van deze kaap ligt een langgerekt hellingbos dat in het noorden aansluit bij de Bemelerberg. Aaneengesloten zijn er kalkgraslandjes waar ook orchideeën te vinden zijn. Hellingbos en graslandjes zijn in bezit van Het Limburgs Landschap.
Aansluitend aan het hellingbos vindt men enkele oude groeven, namelijk de Julianagroeve en Groeve 't Rooth.